# Red Rose Speedway
Red Rose Speedway este al patrulea album al lui Paul McCartney și al doilea al trupei Wings, creditat oficial ca aparținând lui "Paul McCartney & Wings" la lansarea din 1973 după ce precedentul album Wild Life nu a avut un prea mare succes comercial (a fost creditat doar celor de la Wings - formație, pe atunci, complet necunoscută). Inginerul de sunet de pe album este Alan Parsons. Albumul a atins primul loc în topurile U.S. Billboard. Din 2010 albumul nu se mai găsește pe format CD însă este disponibil pe iTunes. 

## Tracklist
1. "Big Barn Bed" (3:48)
2. "My Love" (4:07)
3. "Get on the Right Thing" (4:17)
4. "One More Kiss" (2:28)
5. "Little Lamb Dragonfly" (6:20)
6. "Single Pigeon" (1:52)
7. "When the Night" (3:38)
8. "Loup (1st indian on the Moon)" (4:23)
9. Medley ["Hold Me Tight/Lazy Dynamite/Hands of Love/Power Cut"] (11:16)

- Toate cântecele au fost scrise de Paul McCartney.

## Single
- "My Love" (1973)

## Componență
- Paul McCartney - voce, pian, bas, chitară, Mellotron, pian electric, celeste, moog
- Linda McCartney - voce, pian electric, orgă, percuție
- Denny Laine - voce, chitară, bas, muzicuță
- Henry McCullough - chitară, voce, percuție
- Denny Seiwell - tobe, voce, percuție